# Зимниця (Ямбольська область)
Зи́мниця (болг. Зимница) — село в Ямбольській області Болгарії. Входить до складу общини Стралджа.

## Населення
За даними перепису населення 2011 року у селі проживали 1804 особи.
Національний склад населення села:
| Національність   | Кількість осіб | Відсоток |
| ---------------- | -------------- | -------- |
| болгари          | 1385           | 77,5%    |
| цигани           | 374            | 20,9%    |
| турки            | 12             | 0,7%     |
| інша             | 11             | 0,6%     |
| не визначились   | 5              | 0,3%     |
| Всього відповіли | 1787           |          |

Розподіл населення за віком у 2011 році:
Динаміка населення: